# Kyongae Chang
Kyongae Chang (* 5. September 1946 in Seoul) ist eine südkoreanische Astrophysikerin.

## Leben
Sie arbeitete als wissenschaftliche Mitarbeiterin über astrometrische Doppelsterne bei den Professoren van de Kamp und Heintz am Sproul Observatory von 1969 bis 1971. Sie promovierte 1979 mit einer Arbeit über den Mikrogravitationslinseneffekt (insbesondere über die heute nach ihr benannte Chang-Refsdal-Linse) bei Sjur Refsdal an der Hamburger Sternwarte der Universität Hamburg.
Chang kehrte 1985 nach Korea zurück und ist seither Professorin an der Cheongju University. Ihr Arbeitsgebiet ist die Theorie der Gravitationslinsen.